# 노송로
 노송로(Nosong-ro)는 전북특별자치도 남원시 금지면 귀석삼거리에서 남원시 노암동 노암사거리를 잇는 도로이다.

## 주요 경유지
전북특별자치도
- 남원시 (금지면 . 송동면 . 노암동)

## 노선
전 구간 지방도 제730호선에 속하므로 이에 대한 별도 표기는 생략한다.
| 이름                | 접속 노선              | 소재지 | 소재지 | 비고 |
| ------------------- | ---------------------- | ------ | ------ | ---- |
| 귀석사거리          | 요천로 섬진로          | 남원시 | 금지면 |      |
| 금지 교차로         | 국도 제17호선 (서부로) | 남원시 | 금지면 |      |
| 요천대교            |                        | 남원시 | 금지면 |      |
|                     | 송동면                 | 남원시 |        |      |
| 요천삼거리          | 송수길                 | 남원시 |        |      |
| 연산사거리          | 물머리길               | 남원시 |        |      |
| 송동면소재지 교차로 |                        | 남원시 |        |      |
| 송동면소재지 삼거리 | 송기길                 | 남원시 |        |      |
| 널고개              |                        | 남원시 |        |      |
| 송동교              |                        | 남원시 |        |      |
| 비우재              |                        | 남원시 |        |      |
| 노암교              |                        | 남원시 | 노암동 |      |
| 노암사거리          | 금암길                 | 남원시 | 노암동 |      |
| 쑥고개로와 직결     |                        |        |        |      |

## 주요 건물및 시설
- 송동중학교 (노송로 747/신평리 48-3)
- 남원제일고등학교 (노송로 1206/노암동 730)
- CU 남원노암점 (노송로 1231/노암동 260)
- S-OIL 노암주유소 (노송로 1252/노암동 213-1)
- GS25 남원노암점 (노송로 1257/노암동 211-1)